# Dwór (Jaszczew)
Dwór – część wsi Jaszczew w Polsce położona w województwie podkarpackim, w powiecie krośnieńskim, w gminie Jedlicze.
W latach 1975–1998 Dwór administracyjnie należał do województwa krośnieńskiego.